# Вальброна
Вальброна (італ. Valbrona) — муніципалітет в Італії, у регіоні Ломбардія, провінція Комо.
Вальброна розташована на відстані близько 510 км на північний захід від Рима, 50 км на північ від Мілана, 18 км на схід від Комо.
Населення — 2700 осіб (2014).

## Демографія
Населення за роками:

Станом на 1 січня 2023 року в муніципалітеті офіційно проживало 176 іноземців з 36 країн, серед них 54 громадяни країн Євросоюзу та 12 громадян України.

## Сусідні муніципалітети
- Аббадія-Ларіана
- Ассо
- Канцо
- Лазніго
- Манделло-дель-Ларіо
- Олівето-Ларіо
- Вальмадрера